# Pawłów Nowy (gromada)
Pawłów Nowy – dawna gromada, czyli najmniejsza jednostka podziału terytorialnego Polskiej Rzeczypospolitej Ludowej w latach 1954–1972.
Gromady, z gromadzkimi radami narodowymi (GRN) jako organami władzy najniższego stopnia na wsi, funkcjonowały od reformy reorganizującej administrację wiejską przeprowadzonej jesienią 1954 do momentu ich zniesienia z dniem 1 stycznia 1973, tym samym wypierając organizację gminną w latach 1954–1972.
Gromadę Pawłów Nowy z siedzibą GRN w Pawłowie Nowym (w obecnym brzmieniu Nowy Pawłów) utworzono – jako jedną z 8759 gromad na obszarze Polski – w powiecie bialskim w woj. lubelskim na mocy uchwały nr 5 WRN w Lublinie z dnia 5 października 1954. W skład jednostki weszły obszary dotychczasowych gromad Pawłów Nowy, Jakówki, Buczyce Stare i Romanów oraz miejscowość Pawłów Stary wieś z dotychczasowej gromady Pawłów Stary ze zniesionej gminy Janów Podlaski, a także miejscowość Peredyło wieś z dotychczasowej gromady Wichowicze ze zniesionej gminy Zakanale, w tymże powiecie. Dla gromady ustalono 14 członków gromadzkiej rady narodowej.
29 lutego 1956 z gromady Pawłów Nowy wyłączono wieś Pawłów Stary, włączając ją do gromady Janów Podlaski w tymże powiecie.
1 stycznia 1960 gromadę zniesiono, włączając jej obszar do nowo utworzonej gromady Pawłów Stary w tymże powiecie.